# Hans-Joachim Roedelius

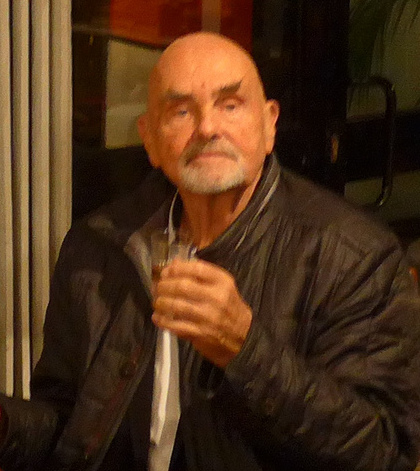
Roedelius (2015)

Hans-Joachim Roedelius (* 26. Oktober 1934 in Berlin) ist ein deutscher Musiker von Experimental-, Ambient- und Elektronikmusik. Er ist bekannt vor allem als Mitbegründer der Krautrock-Bands Cluster und Harmonia sowie für sein Mitwirken an dem Ambient-Jazz-Trio Aquarello. Überdies betätigt er sich seit Beginn seiner musikalischen Karriere auch als Schriftsteller/Poet und im Bereich bildender Kunst, als Fotograf und Filmer.

## Leben und musikalisches Werk
Als Kind spielte er in UFA-Filmen wie Verklungene Melodie, Es leuchten die Sterne etc.
1968 begründete er mit dem Konzeptkünstler Conrad Schnitzler den Untergrundclub Zodiak Free Arts Lab, das Zentrum der damaligen Berliner Szene. Dort traf er auf Dieter Moebius, und die drei gründeten die Formation Kluster, nachdem er vorher Mitgründer von „Human Being“ mit Elke Lixfeld, Boris Schaak, Verena Schirz, Christoph Sievernich, Beatrix Rief und sporadisch dazustoßenden anderen Mitgliedern war, jener Gruppe, die nach Schnitzlers Weggang aus dem Zodiak dieses Arts Lab bis zu seiner Schließung im Frühjahr 1969 führte.
Schnitzler verließ „Kluster“ 1971 und startete eine lange Solo-Karriere. Roedelius und Moebius anglisierten den Bandnamen zu Cluster, vertieften ihren Stil, veröffentlichten zuerst bei Philips und wechselten dann zum Plattenlabel Brain. Ab 1973 arbeiteten sie erstmals mit dem Neu!-Gitarristen Michael Rother unter dem Namen „Harmonia“ zusammen.
Rother ermöglichte durch Verfügungstellung von Aufnahme-Equipment die Produktion des dritten Albums von „Cluster“ Zuckerzeit. Die Band wechselte damit von ihrem Avantgarde-Sound  zu einem melodischeren Musikstil. Harmonia war seit Frühjahr 1973 durch Deutschland und die Niederlande getourt und entschied sich, gemeinsam ein Album aufzunehmen. Das Album „Musik von Harmonia“ wurde, begleitet von einer großen Werbekampagne der Firma Brain, veröffentlicht.
Harmonia veröffentlichte 1975 ein weiteres Album mit dem Titel Deluxe. Der britische Künstler und Musiker Brian Eno nahm als großer Fan von Cluster und Harmonia mit ihnen Kontakt auf, aus gemeinsamen Jam-Sessions entstand daraufhin das 1997 veröffentlichte Album „Tracks & Traces“.
Rother verließ Harmonia für seine Solo-Karriere und Cluster nahmen als Duo Sowiesoso auf, ihr erstes Album bei dem 1975 gegründeten Label „Sky Records“. Brian Eno, der gerade in Deutschland mit David Bowie arbeitete, ging mit Cluster in Connys Studio, um mit ihnen zwei weitere Musikalben aufzunehmen: 1977 „Cluster & Eno“ und 1978 „After the Heat“, durch das die Band große Aufmerksamkeit in der britischen Musikpresse gewann.
Auf einem weiteren Cluster-Album, „Großes Wasser“ erweiterten sie ihre Musik auf längere Stücke. Roedelius schuf 1978 sein erstes Solo-Album „Durch die Wüste“ und setzte seine Solokarriere mit dem 1979 erschienenen „Jardin au Fou“ (1979) fort. Dieses Album begründete Roedelius' zukünftigen Stil: melodisches Klavier und (imitierte) akustische Instrumente, im Zusammenspiel mit elektronischen Klanggebern.
Als Teil einer langen Selbstporträt-Serie veröffentlichte Roedelius ab 1979 neben seiner Arbeit mit Cluster und Harmonia weitere eigene Arbeiten, zu denen seine Mitmusiker nichts beigetragen haben.
Roedelius verließ 1982 Sky. Als er danach bei Virgins Sub-Label Venture unter Vertrag ging, verdichteten sich seine Arbeiten immer mehr zu seinem ganz eigenen Stil. Während dieser Periode entstand sein meistverkauftes  Soloalbum „Geschenk des Augenblicks – Gift of the Moment“.
Die Zusammenarbeit mit Venture endete 1989 und er veröffentlichte anschließend bei verschiedenen kleinen Labels, etwa Multimood Records und Prudence. In dieser Zeit bewegte er sich auf das Gebiet des sich gerade entwickelnden Techno – ohne zu realisieren, dass er damit eventuell irgendeine gerade entstehende Musikrichtung mitbeeinflusste, erstmals mit seinem 1991er-Album Der Ohrenspiegel, dessen 25-minütiges Eröffnungsstück „Reflectorum“ bereits bezeichnende Züge seiner späteren Serie Sinfonia Contempora zeigte.
1994 war Roedelius' Stil ein verwegener Mix aus Elektronik und manchmal klischeehaft klingendem Ambient-Jazz. Theatreworks, das in diesem Jahr entstand, wurde von The Wire, einem Magazin für experimentelle Musik, als Album des Monats ausgezeichnet.
Ein bedeutender Wendepunkt in Roedelius' Karriere war die Veröffentlichung der Sinfonia Contempora No. 1: Von Zeit zu Zeit im Jahr 1994. Roedelius dazu: „Seit dem Beginn meiner Karriere war nichts wichtiger, als meine eigene musikalische Sprache zu finden und ich habe sie, so glaube ich, gefunden.“ Das Album besteht aus zufällig entstandenen, im Prozess des Improvisierens aneinander angepassten Bandfragmenten (Klang-Puzzleteilen aus vielen verschiedenen Sessions zwischen Mitte der Achtziger- und Mitte der Neunzigerjahre), die mehrspurig übereinander gelegt einen scheinbar unzusammenhängenden und eigentümlichen Sound ergeben.
Die „Sinfonia Contempora No. 2: La Nordica (Salz des Nordens)“ wurde 1996 veröffentlicht und klang finsterer und trüber als der Vorgänger. Ebenfalls aus dieser Periode stammt das „Selbstportrait VI: The Diary of the Unforgotten“, das erste der neueren Selbstporträts. Anstatt Bänder aus den siebziger Jahren nur technisch zu überarbeiten (Remastering), ergänzte sie Roedelius mit Zuspielungen. Die Klangmontage „Homage à Forst“ verarbeitete viele Stücke von Harmonia und Cluster zu einer neuen Mischung.
In der Zwischenzeit formierte sich Cluster neu. Mit dem 1990er-Album „Apropos Cluster“ erneuerte sich die Band und begab sich in einem Stil nicht unähnlich dem von „Großes Wasser“ auf neue Wege in Richtung Techno. 1996 ging Cluster auf eine Tournee nach Japan und eine nach Amerika. Beide Tourneen flossen in die Live-Alben der folgenden Jahre ein. Clusters neuer Sound profitierte von Roedelius' „Sinfonia Contempora“ und Moebius' unverwechselbarem Stil.
Das Jahr vor der Jahrtausendwende wurde Roedelius produktivstes Jahr: Zwischen 2000 und 2001 veröffentlichte er ganze acht Alben. Als Roedelius sich 2000 das siebente Mal dem Thema Selbstporträt zuwandte, komponierte er für das entstehende Album „Selfportrait VII: dem Wind voran – ahead of the wind“ erstmals auch ganz neue Stücke. Im neuen Jahrtausend begann Roedelius außerdem mit anderen Musikern zu arbeiten, die meist jünger waren als jene, mit denen er in den späten achtziger Jahren zusammengewirkt hatte.
Eine 1995 begonnene andere Serie ist „Lieder vom Steinfeld“. Roedelius spricht darin – meist in seiner Muttersprache – Gedichte zu den Musikstücken. 2001 arbeitete er seit 1971 erstmals wieder mit Conrad Schnitzler, wodurch das später beim japanischen Label Captain Trip Records erschienene Projektalbum „Acon 2000/1“ entstand.
Roedelius wurde zunehmend berühmter seit die Gruppe Cluster 1996 wieder auf Tour ging. Er wird oft von Musikern des Elektronik Genres zitiert und veröffentlicht mehrere Alben pro Jahr, viele davon sind Zusammenarbeiten mit zeitgenössischen Musikern, die seine Fans sind. Ein Höhepunkte war das von Cluster bestrittene Eröffnungskonzert der documenta12 2007 in Kassel. Roedelius arbeitete intensiv mit dem Komponisten Tim Story zusammen, 2009 erschien das Album Fibre mit den Musikern Jez Coad, Martin Barker und George Taylor. Es erreichte den dreizehnten Platz auf „the Third Uncut Playlist of 2009“ der britischen Musikzeitschrift Uncut, noch vor Bruce Springsteens Working on a Dream.
Im November 2010 wurde die dritte Trennung von Cluster bekannt gegeben. Offiziell wurde mitgeteilt, die Trennung bestünde darin, dass Dieter Moebius die Gruppe verlasse. Im Zuge des öffentlichen Interesses an dieser Meldung kündigte Roedelius an, als Nachfolge der Bands Cluster und Kluster ein neues Projekt namens Qluster zu beginnen. Diese Musikgruppe besteht aus Roedelius ergänzt um den Elektronik-Musiker und Tontechniker Onnen Bock und brachte 2011 eine Trilogie heraus: „Rufen“, „Fragen“ und „Antworten“, gefolgt vom Mitschnitt eines Live-Auftritts „Lauschen“ beim CTM-Festival in Berlin. Zwei weitere Werke sind für die Veröffentlichung 2015 vorgesehen. Eines davon, Onnen Bock/Armin Metz und Roedelius gemeinsam an drei Flügeln, betitelt „Tasten“ und ein weiteres, rein elektronisches mit dem Arbeitstitel „Echtzeit“.

## Werkphasen
Roedelius’ Veröffentlichungen können grob sieben Phasen zugeordnet werden:
| Jahre     | Label / Bezeichnung           |
| --------- | ----------------------------- |
| 1968–1971 | Schwann Records               |
| 1972–1975 | Brain Records                 |
| 1976–1982 | Sky Records                   |
| 1983–1989 | Virgin Records                |
| 1990–1993 | Frühe Jahre in Baden bei Wien |
| 1994–1998 | Symphonic                     |
| Seit 1999 | Gegenwart                     |

## Diskografie

### Mit Bands
Human Being
- 2008: Live at the Zodiak – Berlin 1968 (Livealbum)

Kluster
- 1970: Klopfzeichen (Studioalbum)
- 1970: Zwei-Osterei (Studioalbum)
- 1971: Eruption (Livealbum, ursprünglich veröffentlicht als Kluster und Eruption)

Cluster
- 1971: Cluster '71 (Studioalbum)
- 1972: Cluster II (Studioalbum)
- 1974: Zuckerzeit (Studioalbum)
- 1976: Sowiesoso (Studioalbum)
- 1979: Großes Wasser (Studioalbum)
- 1980: Live In Vienna (Livealbum)
- 1981: Curiosum (Studioalbum)
- 1984: Stimmungen (Kompilation)
- 1990: Apropos Cluster (Studioalbum, credited to Moebius + Roedelius)
- 1994: One Hour (Livealbum)
- 1997: Japan 1996 Live (Livealbum, credited to Roedelius Moebius on some editions)
- 1997: First Encounter Tour 1996 (Livealbum)
- 2008: Berlin 07 (Livealbum)
- 2009: Qua (Studioalbum)

Harmonia
- 1974: Musik Von Harmonia (Studioalbum)
- 1975: Deluxe (Studioalbum)
- 2007: Live 1974 (Livealbum)

Aquarello
- 1991: Friendly Game (Studioalbum, credited to Roedelius, Capanni, Alesini)
- 1993: To Cover The Dark (Studioalbum)
- 1998: Aquarello (Livealbum, credited as Roedelius solo album)

Global Trotters Project
- 1999: Vol. 1: Drive (Studioalbum)
- 1999: Drive – Remix (Remixalbum)

Qluster
- 2011: Fragen (Livealbum)
- 2011: Rufen (Studioalbum)
- 2011: Antworten (Studioalbum)

### Solowerke
- 1978: Durch die Wüste (Studioalbum)
- 1979: Jardin au Fou (Studioalbum)
- 1979: Selbstportrait (Studioalbum)
- 1980: Selbstportrait – Vol. II (Studioalbum)
- 1980: Selbstportrait Vol. III „Reise durch Arcadien“ (Studioalbum)
- 1981: Lustwandel (Studioalbum)
- 1981: Wenn Der Südwind Weht (Studioalbum)
- 1981: Offene Türen (Studioalbum)
- 1982: Flieg' Vogel fliege (Studioalbum)
- 1982: Wasser im Wind (Studioalbum)
- 1984: Auf leisen Sohlen (Kompilation)
- 1984: Geschenk des Augenblicks – Gift of the Moment (Studioalbum)
- 1984: Begegnungen (Kompilation)
- 1985: Begegnungen II (Kompilation)
- 1986: Wie das Wispern des Windes (Studioalbum)
- 1987: Momenti Felici (Studioalbum)
- 1989: Bastionen der Liebe – Fortress of love (Studioalbum)
- 1990: Variety of Moods (Studioalbum)
- 1991: Der Ohrenspiegel (Studioalbum)
- 1991: Piano Piano (Studioalbum)
- 1992: Cuando… Adonde (Studioalbum)
- 1992: Frühling (Studioalbum) später wiederveröffentlicht als Romance in the Wilderness
- 1993: Tace! (Studioalbum)
- 1994: Sinfonia Contempora No. 1: Von Zeit zu Zeit (Studioalbum)
- 1994: Theatre Works (Studioalbum)
- 1995: Selbstportrait VI: The Diary of the Unforgotten (Studioalbum)
- 1995: Vom Nutzen der Stunden – Lieder vom Steinfeld Vol. I (Studioalbum)
- 1995: 61sechzigjahr (Kompilation, released privately)
- 1996: Sinfonia Contempora No. 2: La Nordica (Salz Des Nordens) (Studioalbum)
- 1996: Pink, Blue And Amber (Studioalbum)
- 1999: Selfportrait VII: dem Wind voran – ahead of the wind (Studioalbum)
- 1999: Amerika Recycled by America Inc (Studioalbum)
- 1999: Vom Nutzen der Stunden – Lieder Vom Steinfeld Vol.II (Studioalbum)
- 2000: Roedeliusweg (Studioalbum)
- 2001: Roedelius 2001 – Orgel Solo (Studioalbum)
- 2001: Das Verwirrte Schaf – Wort-Klang Collage zum Aschermittwoch (Studioalbum)
- 2002: Selbstportrait VIII – Introspection (Studioalbum)
- 2003: American Steamboat (Studioalbum)
- 2003: Counterfeit (Studioalbum)
- 2003: Lieder vom Steinfeld Vol.III (Studioalbum)
- 2003: Roedelius 1969–2002 (Kompilation)
- 2006: Works 1968–2005 (Kompilation)
- 2007: Snapshots/Sidesteps (Studioalbum)
- 2008: Back Soon (Kompilation)
- 2010: Ex Animo (Studioalbum)
- 2016: Manchmal (1 Lied auf der 4 Track Kompilation EP past forward, Vinylveröffentlichung)[2]
- 2020: Selbstportrait Wahre Liebe (Studioalbum)[3]

### Zusammenarbeiten
Mit Brian Eno, Dieter Moebius and Michael Rother
- 1997: Tracks and Traces (credited to either Harmonia '76 or Harmonia and Eno '76)
- 2009: Harmonia & Eno '76 Remixes (Remixalbum)

Mit Brian Eno and Dieter Moebius
- 1977: Cluster & Eno (credited to Cluster & Eno)
- 1978: After the Heat (Studioalbum)
- 1985: Old Land (Kompilation) (credited to Cluster and Brian Eno)

Mit Brian Eno and Dieter Moebius on Eno’s solo album
- 1977: Before and after Science (Studioalbum)
  - Track: „By This River“

Mit Alexander Czjzek
- 1987: Weites Land (Studioalbum)

Mit Aqueous
- 1994: Grace Notes (Studioalbum)
- 1997: Meeting The Magus (Studioalbum)

Mit Barbieri and Chianura
- 1998: T’ai (Studioalbum)

Mit Alquimia
- 2000: Move and Resonate

Mit Tim Story (sometimes collectively referred to as Lunz)
- 2000: The Persistence of Memory (Studioalbum)
- 2002: Lunz (Studioalbum)
- 2005: Lunz-Reinterpretations (Remixalbum)
- 2008: Inlandish (Studioalbum)

Mit Conrad Schnitzler
- 2001: Acon 2000/1 (Studioalbum)

Mit Fabio Capanni, Felix Dorner, Hirishi Nagashima and Robin Storey
- 2001: Evermore

Mit Lynn
- 2001: Act of Love (Studioalbum)

Mit Nikos Arvanitis
- 2002: Digital Love (Studioalbum)

Mit Noh 1
- 2003: Imagine Imagine (Soundtrack, veröffentlicht als Roedelius and Fratellis)
- 2009: Fibre (Studioalbum)

Mit Morgan Fisher
- 2005: Neverless (Studioalbum)

Mit David Bickley
- 2008: Bonaventura (Studioalbum)

Mit Kava
- 2008: The Gugging Album (Studioalbum)

Mit Tim Story and Dwight Ashley
- 2008: Errata (Studioalbum)

Mit Alessandra Celletti
- 2009: Sustanza di cose sperata (Studioalbum)

Mit Christopher Chaplin
- 2012: King Of Hearts (Studioalbum)

Mit Lloyd Cole
- 2013: Selected Studies Vol. 1 (Studioalbum)

Mit Arnold Kasar
- 2017: Einfluss (Studioalbum)

Mit Dallas Acid
- 2021: Mind Cinema (Studioalbum)

## Filmografie
- 1938: Verklungene Melodie